# Massonia
Massonia é um género botânico pertencente à família Asparagaceae.

## Espécies
- Massonia bifolia (Jacq.) J.C.Manning & Goldblatt
- Massonia depressa Houtt.
- Massonia echinata L.f.
- Massonia etesionamibensis (U.Müll.-Doblies & D.Müll.-Doblies) J.C.Manning & Goldblatt
- Massonia jasminiflora Burch. ex Baker
- Massonia pustulata Jacq.
- Massonia pygmaea Schltdl. ex Kunth
- Massonia sessiliflora (Dinter) ined.